# Matt Riddle (músico)
Matt Riddle (nacido el 28 de agosto de 1966) es un bajista estadounidense de punk rock. Fue el bajista original de Face to Face, que fue fundada en Victorville (California), a principios de 1990. También fue bajista del grupo No Use for a Name desde 1996 hasta la disolución de la banda en 2012.
Después ser sacar a la venta Big Choice, uno de los álbumes más exitosos de Face to Face que fue lanzado en 1995, Riddle se separó de la banda debido a conflictos personales con el cantante y guitarrista Keith Trever. En 1996 se unió a No Use for a Name después del cuarto álbum de la banda, ¡Leche Con Carne! (1995) e hizo su debut discográfico en el disco Making Friends, lanzado en 1997.
También tocó brevemente en Pulley y 22 Jacks. 
El 3 de diciembre de 2010, No Use for a Name notificó a los fanes a través de su página que Matt Riddle se encontraba hospitalizado con pancreatitis grave. Permaneció en el hospital durante tres meses hasta su recuperación.